# Shinya (musicien)
 (mai 2022).
Si vous disposez d'ouvrages ou d'articles de référence ou si vous connaissez des sites web de qualité traitant du thème abordé ici, merci de compléter l'article en donnant les références utiles à sa vérifiabilité et en les liant à la section « Notes et références ».
Pour les articles homonymes, voir Shinya.
Shinya (シンヤ), né le 24 février 1978 à Hirakata dans la préfecture d'Osaka au Japon, est un  batteur professionnel. Il a composé quelques-uns des morceaux de Dir En Grey comme Hotarubi, Fukai, Raison Detre ou Umbrella.
Il est le batteur du groupe Dir En Grey (anciennement La:Sadie's). Il en est le plus ancien membre avec Kyo.

## Groupes précédents
- Siva
- Ruby
- La Sadie's